# Ion Vasilescu Sr.
Ion Vasilescu Sr. (maghiară Id. János Vasilescu) (n.10 ianuarie 1923, Pietroșița, județul Prahova, Regatul României – d. 3 mai 2006, Budapesta) a  fost un inginer, aviator militar, inventator, om de afaceri și colecționar de artă român, naturalizat în Ungaria. Este cunoscut pe plan internațional ca mecena al artelor plastice din Ungaria și posesorul celei mai vaste colecții private de artă maghiară modernă.

## Biografie
Ion Vasilescu s-a născut la 10 ianuarie 1923 în Pietroșița, o mică localitate de lângă Sinaia, județul Prahova,  fiu al unui boier și negustor de lână muntean, și al unei artiste de design și de artă  textilă, descendentă a unei familii boierești din județul Buzău. Copilărește în satul natal și la Sinaia. Familia Vasilescu, de rit ortodox, profund religioasă, a fost cunoscută ca și ctitori de biserici și schituri din județul Prahova, având contribuții cu sume importante de bani la înzestrarea cu opere de artă bisericească a unor lăcașuri de cult din regiune; tânărul Ion Vasilescu vizitează des atelierele meșteșugărești și de artizanat de pe plaiurile natale, încă din copilărie fiind atras de arta icoanelor din bisericile ortodoxe și de operele meșterilor făuritori de mobilier popular.
După terminarea cursurilor școlii elementare a fost înscris la Liceul Gheorghe Lazăr din București, pe care îl absolvă ca șef de promoție în anul 1939. Pentru rezultatele sale școlare, tatăl său îl recompensează cu o importantă sumă de bani, bani din care tânărul Vasilescu își finanțează o vacanță la Budapesta unde se instalează la luxosul Hotel Gellért, unde rămâne două săptămâni. Începând din toamna anului 1939, își continuă studiile universitare în Germania și Elveția, obținând licența de inginer la Politehnica din Spandau, după care se înscrie la Academia de Economie din Sankt-Gallen. În 1943 se întoarce în România pentru a-și satisface stagiul militar și după o perioadă de instrucție de trei luni la Școala de Aviație Militară obține brevetul de pilot militar fiind trimis pe front.
Ca pilot al unui avion militar de tip Messerschmitt, Vasilescu participa la raiduri de bombardament asupra teritoriului Uniunii Sovietice, iar după întoarcerea armelor împotriva Germaniei de la 23 august 1944, a participat la bombardarea teritoriul Ungariei și Slovaciei, printre altele a bombardat orașele Miskolc și Eger În luna ianuarie 1945 avionul său este doborât în apropierea orașului Trenčín din Slovacia, fiind grav rănit, a fost recuperat de armata sovietică și ajunge într-un spital militar de campanie. După recuperarea fizica, este trecut în rezerva și se întoarce în Elveția pentru a-și susține lucrarea de diplomă. Întors la București, la insistențele familiei, intra în serviciul diplomatic României. În calitate de atașat însărcinat cu problema repatrierii refugiaților și a foștilor prizonieri din lagărele de concentrare de după război, este trimis la Budapesta și devine atașat diplomatic voiajor. Face naveta lunară între București și Budapesta, dar îndeplinește misiuni și în Elveția, Italia și Germania. În această perioadă o cunoaște pe o tânăra translatoare de la Legația Diplomatică Italiană din Budapesta, fiică a unei familii burgheze înstărite din Buda, de care se îndrăgostește.